# Havajská kuchyně

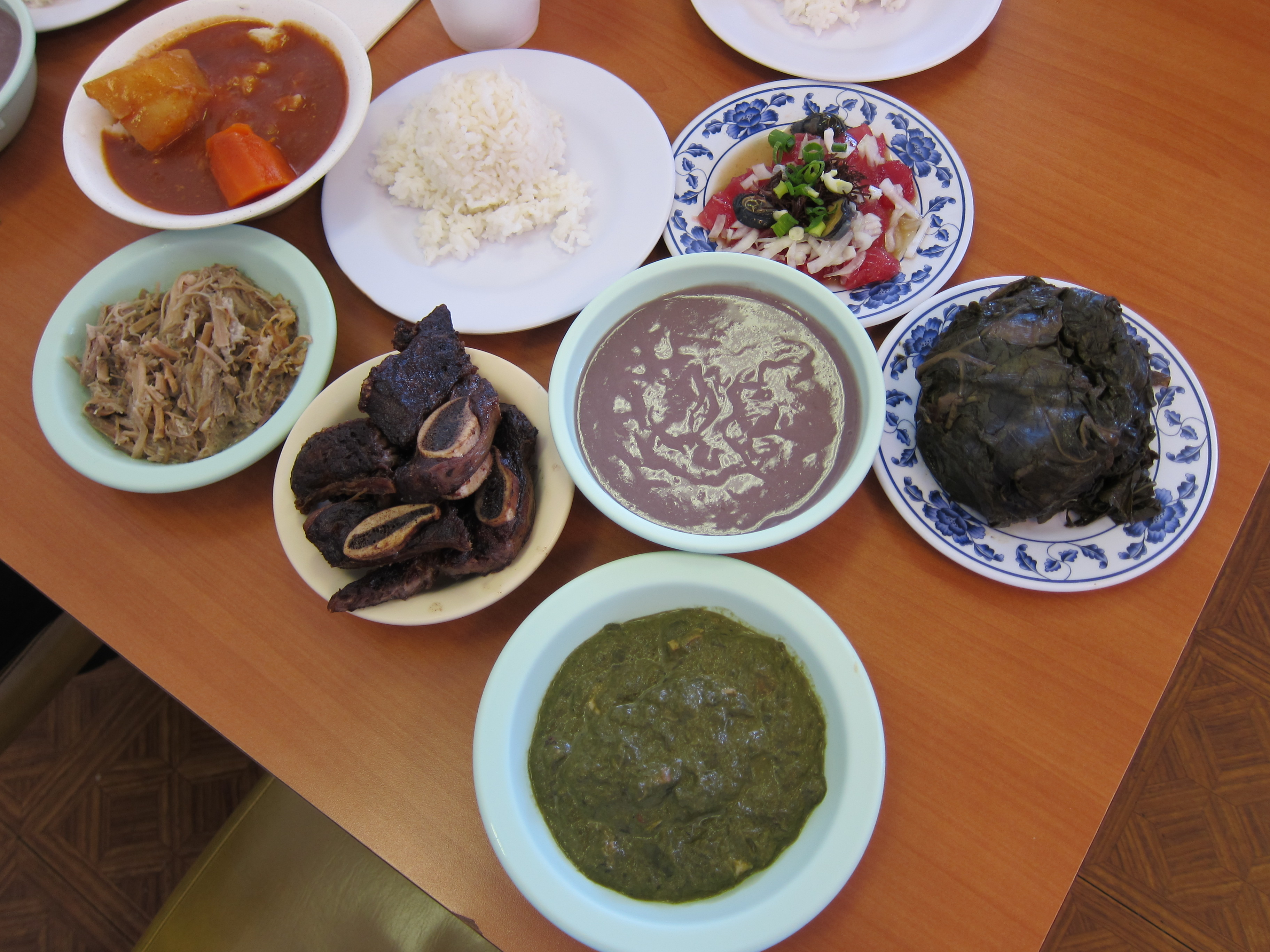
Ukázky z havajské kuchyně

Havajská kuchyně je fusion kuchyně složená z mnoha kuchyní místních obyvatel, tedy domorodých Havajců, přistěhovalců z východní Asie (Čína, Japonsko, Korea, Filipíny) nebo Evropy (Portugalsko) a Ameriky, využívající místních plodin a živočišných zdrojů.
Mnoho místních restaurací podává plate lunch – talíř složený z různých druhů jídel. Rýže (asijský vliv), amerického těstovinového salátu a mnoha jiných jídel. Například tradičního vepřového kalua připraveného v zemní peci (imu), různých mořských plodů, jídel asijského původu a ostatních havajských tradičních jídel, jako je například haupia, lomi losos nebo laulau.